# Juan Diego Alba
Juan Diego Alba Bolívar (Tuta, 11 september 1997) is een Colombiaans wielrenner.

## Carrière
In 2018 en 2019 reed Alba voor de Colombiaanse wielerploeg Coldeportes Zenu. In 2019 won hij de zesde etappe in de Ronde van Italië voor beloften. In het eindklassement strandde hij op de derde plaats. In 2020 werd hij prof bij het Spaanse Movistar Team. Namens die ploeg nam hij in oktober van dat jaar deel aan de Ronde van Vlaanderen[, die hij niet uitreed.
Na twee seizoenen bij Movistar deed Alba in 2022 een stap terug naar Drone Hopper-Androni Giocattoli. Hij begon dat seizoen met een negende plaats in de Ronde van Táchira.
Na slechts één seizoen in Italiaanse dienst keerde Alba terug naar Zuid-Amerika, waar hij ging rijden voor het Ecuadoraanse Movistar-Best PC. In december van zijn eerste jaar bij die ploeg won hij, zonder een etappe te winnen, de Ronde van Costa Rica.

## Overwinningen
2019
6e etappe Ronde van Italië, Beloften
2023
Eindklassement Ronde van Costa Rica
2025
4e etappe Vuelta BANTRAB

## Resultaten in voornaamste wedstrijden
| Jaar | Ronde van Vlaanderen | Luik-Bast.‑Luik | Ronde van Lombardije | Strade Bianche | Waalse Pijl |
| ---- | -------------------- | --------------- | -------------------- | -------------- | ----------- |
| 2020 | opgave               | 96e             | 85e                  |                | 126e        |
| 2021 |                      |                 |                      |                |             |
| 2022 |                      |                 |                      | opgave         |             |

## Ploegen
- 2018 –  Coldeportes Zenu
- 2019 –  Coldeportes Zenu
- 2020 –  Movistar Team
- 2021 –  Movistar Team
- 2022 –  Drone Hopper-Androni Giocattoli
- 2023 –  Movistar-Best PC
- 2024 –  Best PC
- 2025 –  Nu Colombia

Alba · Arcas · Betancur (tot 31/08) · Carretero · Cataldo · Cullaigh · Elosegui · Erviti · Hollmann · Jacobs · Jorgenson · E. Mas · L. Mas · Mora · Norsgaard · Oliveira · Pedrero · Prades · Roelandts · Rojas · Rubio · Samitier · Sepúlveda · Soler · Torres · Valverde · Verona · Villella
Alba · Arcas · Carretero · Cataldo · Cullaigh · Elosegui · Erviti · García · González ·  Hollmann · Jacobs · Jorgenson · López (tot 1/10) · E. Mas · L. Mas · Mora · Mühlberger · Norsgaard · Oliveira · Pedrero · Rojas · Rubio · Samitier · Serrano · Soler · Torres · Valverde · Verona · Villella
Alba · Bais · Benedetti · Bisolti · Cepeda (tot 31/7) · Chirico · Grosu · Holther · Marchiori · Marengo · Merchan · Muñoz · Piccolo (vanaf 24/6 tot 31/7) · Ponomar · Ravanelli · Restrepo · Rojas · Sepúlveda · Tagliani · Tesfatsion · Umba · Vigo · Zardini · Zurita